# Lycosa permiana
Lycosa permiana är en spindelart som beskrevs av Rudolph Herman Christiaan Carel Scheffer 1905. Lycosa permiana ingår i släktet Lycosa och familjen vargspindlar. Inga underarter finns listade i Catalogue of Life.